# Callulina shengena
Callulina shengena es una especie de anfibio anuro de la familia Brevicipitidae.

## Distribución geográfica
Esta especie es endémica de Tanzania. Habita entre los 1920 y 2100 m de altitud en las montañas del sur de Pare.

## Etimología
Su nombre de especie le fue dado en referencia al lugar de su descubrimiento, el Monte Shengena.

## Publicación original
- Loader, Gower, Ngalason & Menegon, 2010 : Three new species of Callulina (Amphibia: Anura: Brevicipitidae) highlight local endemism and conservation plight of Africa's Eastern Arc forests. Zoological Journal of the Linnean Society, vol. 160, n.º 3, p. 496-514.[3]